# 往复式发动机

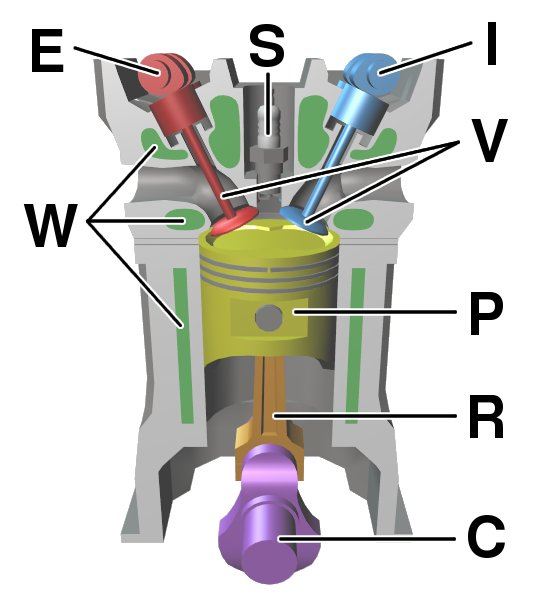
四冲程循环活塞发动机的典型构成。（E） 排气凸轮轴
（I）进气凸轮轴
（S）火花塞
（V）汽門
（P）活塞
（R）引擎連桿
（C）曲轴
（W）水冷的水套。

往復式发动机（英語：reciprocating engine）亦稱活塞发动机（piston engine），是一种利用一个或者多个活塞将压力转换成旋转动能的发动机。
最常用的往復式发动机是利用汽油或者柴油燃料产生压力的。通常都不止一个活塞，每个活塞都在气缸内，透過進氣口的汽門開啟使燃料－空气混合物被注入其内，當活塞上升到上止點時再藉由火星塞將其点燃。 热气膨胀，推动活塞向后运动。活塞的这种直线运动通过连杆和曲轴转换成圆周运动。这种发动机经常被通称为内燃机，尽管内燃机并不必须包括活塞。

## 歷史
往复式发动机現今仍為陸地上交通工具，如汽車、機車、非電氣化火車等所主要使用的內燃引擎。
早期的飛機常使用的星型引擎也是往复式发动机，但現今大多數飛機已改用渦輪發動機。

## 性能指标

### 排量
排量就是气缸容积。
排量越大意味着能吸入更多的油气混合燃气，单次做功时的爆炸能量就更大。
公式:汽缸半徑2*圓周率*行程長度*缸數
例如：四缸发动机的缸（直）径80毫米，行程90毫米，那么其排量是：
```
 40（半径）
2
 * 3.14 * 90（行程）* 4（缸数）=452160毫米
3
 * 4=1.8L
```

### 行程
行程是活塞运动时上止点和下止点的距离。
行程越大，連桿的运动幅度也就越大，因此曲軸銷到曲轴中心的距离（曲轴臂长度）越大。即：行程越大，则曲轴的力臂越长，发动机输出的扭矩越大但转速越低。
曲轴旋转一周，长行程发动机活塞往复运动的距离比短行程发动机活塞更远，因此需时间更长，即曲轴转速相对更低。这造成在单位时间内发动机的做工冲程（油气混合后爆炸）的次数低，所以发动机的功率会更低。
行程相对较短的发动机注重高转速大功率，而长行程发动机侧重输出更大扭矩。

### 汽缸排列型式
面對不同的排氣量與載具的容量和性能要求，活塞引擎已有研發多種汽缸排列形式。
- 水平對臥引擎（Boxer/Flat engine）
- H型引擎（H engine）
- 直列型引擎（Inline/Straight engine）
- 三角型引擎（Napier Deltic engine）
- 對置活塞引擎（Opposed-piston engine）
- 星型引擎（Radial engine）
- 單汽缸引擎（Single-cylinder engine）
- 分離式單汽缸引擎（Split-single engine）
- U型发动机（U engine）
- V型引擎（V engine）
- W型发动机（W engine）
- X型引擎（X engine）

## 外部連結
- Combustion video （页面存档备份，存于） - in-cylinder combustion in a optically accessible, 2-stroke engine
- HowStuffWorks: How Car Engines Work （页面存档备份，存于）
- Reciprocating Engines （页面存档备份，存于） at Infoplease.
- Piston Engines at the US Centennial of Flight Commission.